# Josep Canals
Josep Canals Gordó fue un empresario de teatro y pintor aficionado.
Administrador del Teatro Romea de Barcelona, pasó a ser el empresario desde 1916. Posteriormente, programó también en el Teatro Español y el Teatro Novedades, todos de Barcelona.
Impulsó el teatro catalán y estrenó obras de Josep Maria Folch i Torres, Àngel Guimerà, Josep Pous i Pagès y Luigi Pirandello, entre otros. La programación de la compañía Canals abarcó estilos diferentes como el modernismo, ya crepuscular, el novecentismo, la alta comedia burguesa y el teatro infantil.
En tiempos de la dictadura de Primo de Rivera logró mantener la programación en catalán, si bien con diversos problemas con las autoridades gubernativas, que culminaron con una multa de 1000 ptas.
La empresa Canals cerró el año 1932, enfermo y agotado, murió en Barcelona en 1935.
- Datos: Q5495327